# Спасоје Булајич (фудбалер)
Спасоје Булајич (Словењ Градец, 24. новембар 1975) је бивши словеначки професионални фудбалер који је играо на позицији везног играча. Представљао је своју земљу на два велика турнира за која су се квалификовали, Европском првенству 2000. и Светском првенству 2002.

## Играчка каријера

### Клубови
Рођен у Словењ Градецу, Булајич је фудбалску каријеру започео у свом матичном клубу Рудар Велење. У сезони 1994/95. био је кратко у Олимпији из Љубљане. После две сезоне у Цељу, прешао је у Марибор. Проглашен је за словеначког омладинског фудбалера године за 1997. и за словеначког фудбалера за 1998. годину, пошто је Марибор освојио два узастопна првенства Словеније и један куп Словеније. Касније је играо за немачки Келн и Мајнц 05, словеначку Муру из Мурске оботе и кипарски АЕЛ Лимасол и АЕП Папхос ФЦ. У сезони 2008/09 поново је играо за Цеље.

### Репрезентација
Булајич је дебитовао за Словенију у марту 1998. у пријатељској утакмици у гостима против Пољске, ушао је као замена за Андреја Пољшака у 46. минуту и одиграо је укупно 26 утакмица и постигао је 1 гол. Био је учесник на Европском првенству 2000. и Светском првенству 2002. Његов последњи међународни меч био је пријатељски меч у априлу 2004. у гостима против Швајцарске.

### Голови за репрезентацију Словеније
Скор и резултати наводе први голове Словеније.
| # | Датум          | Стадион                       | Противник | Скор | Резултат | Такмичење   |
| - | -------------- | ----------------------------- | --------- | ---- | -------- | ----------- |
| 1 | 22. април 1998 | Ст. Фазанерија, Мурска Собота | Чешка     | 1–0  | 1–3      | Пријатељска |

## Успеси

### Играчки
Марибор
- Прва лига Словеније у фудбалу: шампион 1996–97, 1997–98.
- Куп Словеније: првак 1996–97.

АЕП Пафос
- Друга лига Кипра у фудбалу: првак 2007–08.